# Паліак (супутник)
Паліак (лат. Paaliaq) — двадцять восьмий за віддаленістю від планети супутник Сатурна. Відкритий 7 серпня 2000 року.
Названий на честь гіганта з ескімоської міфології. Входить до ескімоської групи нерегулярних супутників Сатурна.

## Корисні посилання
- Циркуляр МАС №7512: Оголошення про відкриття Іміра і Паліака(англ.)
- Циркуляр МАС №8177: Назви нових супутників великих і малих планет(англ.)